# Silk Road Gallery
Галерея «Silk Road» (англ. Silk Road Gallery, Tehran) — частная художественная галерея открытая в декабре 2001 года в иранском городе Тегеран — по инициативе Анаиты Габаян Этехадия (Anahita Ghabaian Etehadieh), в сотрудничестве с Миноу Сабери; первая в Иране галерея, посвященная исключительно современной фотографии; неоднократно представляла молодых иранских фотографов на художественных ярмарках «Paris Photo», «Arco», «Art Dubai» и «Art Abu Dhabi»; проводит временные выставки как известных, так и начинающих фотографов.

## История и описание
Частная художественная галерея «Silk Road Gallery» (букв. шёлковый путь) была открыта в столице Ирана — городе Тегеране — в декабре 2001 года, став первой в стране галереей, посвященной исключительно современному фотоискусству. Инициатором создания подобного института стала галерист Анаита Габаян Этехадия (Anahita Ghabaian Etehadieh, род. 1962), поддержку которой оказал иранский фотограф Миноу Сабери (Minou Saberi, 1938—2010) — целью организация является создание площадки для «обсуждения и формирования новых идей и методов» в области современной фотографии. Галерея выставляет работы как известных иранских фотографов, так и начинающих авторов: в частности, проводила выставки Шади Гадиряна (Гадириан, род. 1974) и Бахмана Джалали (1944—2010).
«Silk Road Gallery» неоднократно представляла молодых иранских фотографов международной аудитории, участвуя в художественных ярмарках и выставках: «Paris Photo» (2018, 2014, 2010, 2009, 2004, 2001), «Arco» (2009, 2007), «Art Abu Dhabi»/«Art Paris Abu Dhabi» (2010, 2008, 2007) и «Photoquai» (2009, 2007). В десятую годовщина с момента создания галереи была выпущена книга на французском языке, посвященная современной иранской фотографии — «La photographie iranienne». Кроме того, сама Анахита Этехадиех в 2009 году стала художественным руководителем «Photoquai», а в 2015 — курировала ретроспективу работ Гадиряна, проходившую в Лионе.
В мае 2015 года в галере прошла персональная выставка Тахмине Монзави (Tahmineh Monzavi, род. 1988) под названием «All about me nicknamed Crown Giver». Персональная экспозиция современного иранского автора Мохсена Заре (род. 1980) «Mohsen Zare — Documents of War» проходила в галерее с середины по конец апреля 2016 года. Помимо фотографических выставок, проводит и мероприятия, связанные с мультимедийным искусством: выставки произведений медиаискусства зачастую связаны с иранскими художественными и литературными традициями.